# Orgelsymfoni
Orgelsymfoni, symfoni skriven för orgel, och alltså inte för orkester som brukligt är. Grande Pièce Symphonique av César Franck kan sägas ha öppnat för denna genre. Gränsen mellan orgelsonaten och orgelsymfonin är något otydlig. Förenklat kan man säga att orgelsymfonin är mera symfonisk och ofta har orkestersymfonin som förebild. (Pianisten och kompositören Charles-Valentin Alkan, som var nära lierad med César Franck, skrev en symfoni för piano solo, vilket kan ses som ett parallellfall.)

## Exempel på orgelsymfonier
- Charles-Marie Widor: 10 orgelsymfonier
- Louis Vierne: 6 orgelsymfonier
- Gunno Södersten: 6 orgelsymfonier
- Charles Tournemire: Ett flertal orgelsymfonier
- Kaikhosru Shapurji Sorabji: 3 orgelsymfonier
- Jean Langlais: 3 orgelsymfonier
- Marcel Dupré: 2 orgelsymfonier
- André Fleury: 2 orgelsymfonier
- Otto Olsson: 2 orgelsymfonier
- Elfrida Andrée: 2 orgelsymfonier (varav nr.2 i Ess-dur dock är skriven för orgel och blåsorkester)
- Flor Peeters: 2 orgelsymfonier - Sinfonia per organo op 48 och Lied Symphony op.66
- Sigfrid Karg-Elert: 1 orgelsymfoni